# 9194 Ananof
9194 Ananof este un asteroid din centura principală de asteroizi.

## Descriere
9194 Ananof este un asteroid din centura principală de asteroizi. A fost descoperit pe 26 iulie 1992 la Observatorul La Silla de Eric Walter Elst. Asteroidul prezintă o orbită caracterizată de o semiaxă mare de 2,32 ua, o excentricitate de 0,09 și o înclinație de 8,6° în raport cu ecliptica.